# Alexander Osipenko
Alexander Stepanovich Osipenko (1 de junho de 1910 - 22 de julho de 1991, Moscovo, Rússia) foi um aviador russo. Juntou-se à força aérea soviética em 1929 e foi um ás da aviação soviético durante a Guerra Civil Espanhola. Quando regressou à URSS, foi feito Herói da União Soviética. Participou também na Segunda Guerra Mundial, comandando formações aeronáuticas contra a Alemanha Nazi. Retirou-se das forças armadas em 1951.